# LORA
Il LORA (Acronimo di LOng Range Attack) è un missile quasi-balistico a guida GPS/INS, sviluppato dall'azienda israeliana Israel Aerospace Industries (IAI), che può essere lanciato da terra o da mare.
Fa parte di una nuova categoria di missili, indicata internazionalmente come TBM (Theatre ballistic missile), che si prefigge di operare in un teatro operativo al di sotto di quello destinato ai missili balistici veri e propri (a lungo e lunghissimo raggio) e di fatto sovrapponendosi a quelli indicati come balistici a raggio corto, medio e intermedio.